# Liste der Arbeitsminister von Niedersachsen
Liste der Arbeitsminister von Niedersachsen.

## Arbeitsminister Niedersachsen (seit 1946)
| Name                                                             | Amtsantritt                                                              | Kabinett                                                        | Partei                         |
| Minister für Aufbau und Arbeit                                   | Minister für Aufbau und Arbeit                                           | Minister für Aufbau und Arbeit                                  | Minister für Aufbau und Arbeit |
| ---------------------------------------------------------------- | ------------------------------------------------------------------------ | --------------------------------------------------------------- | ------------------------------ |
| Hans-Christoph Seebohm                                           | 23. November 1946                                                        | Kopf I                                                          | DP                             |
| Minister für Arbeit, Aufbau und Gesundheit                       |                                                                          |                                                                 |                                |
| Hans-Christoph Seebohm                                           | 11. Juni 1947                                                            | Kopf II                                                         | DP                             |
| Alfred Kubel                                                     | 9. Juni 1948                                                             | Kopf III                                                        | SPD                            |
| Minister für Vertriebene, Sozial- und Gesundheitsangelegenheiten |                                                                          |                                                                 |                                |
| Heinrich Albertz                                                 | 18. September 1950                                                       | Kopf III                                                        | SPD                            |
| Minister für Soziales                                            |                                                                          |                                                                 |                                |
| Heinrich Albertz                                                 | 13. Juni 1951                                                            | Kopf IV                                                         | SPD                            |
| Heinz Rudolph                                                    | 26. Mai 1955                                                             | Hellwege I                                                      | CDU                            |
| Georg Diederichs                                                 | 19. November 1957 12. Mai 1959                                           | Hellwege II Kopf V                                              | SPD                            |
| Kurt Partzsch                                                    | 29. Dezember 1961 12. Juni 1963 19. Mai 1965 5. Juli 1967 8. Juli 1970   | Diederichs I Diederichs II Diederichs III Diederichs IV Kubel I | SPD                            |
| Helmut Greulich                                                  | 10. Juli 1974                                                            | Kubel II                                                        | SPD                            |
| Hermann Schnipkoweit                                             | 6. Februar 1976 19. Januar 1977 28. Juni 1978 22. Juni 1982 9. Juli 1986 | Albrecht I Albrecht II Albrecht III Albrecht IV Albrecht V      | CDU                            |
| Walter Hiller                                                    | 21. Juni 1990 23. Juni 1994                                              | Schröder I Schröder II                                          | SPD                            |
| Wolf Weber                                                       | 15. Oktober 1996                                                         | Schröder II                                                     | SPD                            |
| Minister für Frauen, Arbeit und Soziales                         |                                                                          |                                                                 |                                |
| Heidrun Merk                                                     | 30. März 1998 28. Oktober 1998 15. Dezember 1999                         | Schröder III Glogowski Gabriel                                  | SPD                            |
| Gitta Trauernicht                                                | 13. Dezember 2000                                                        | Gabriel                                                         | SPD                            |
| Minister für Wirtschaft, Arbeit und Verkehr                      |                                                                          |                                                                 |                                |
| Walter Hirche                                                    | 4. März 2003 26. Februar 2008                                            | Wulff I Wulff II                                                | FDP                            |
| Philipp Rösler                                                   | 18. Februar 2009                                                         | Wulff II                                                        | FDP                            |
| Jörg Bode                                                        | 28. Oktober 2009 1. Juli 2010                                            | Wulff II McAllister                                             | FDP                            |
| Olaf Lies                                                        | 19. Februar 2013                                                         | Weil I                                                          | SPD                            |
| Minister für Wirtschaft, Arbeit, Verkehr und Digitalisierung     |                                                                          |                                                                 |                                |
| Bernd Althusmann                                                 | 22. November 2017                                                        | Weil II                                                         | CDU                            |
| Minister für Soziales, Arbeit, Gesundheit und Gleichstellung     |                                                                          |                                                                 |                                |
| Daniela Behrens                                                  | 8. November 2022                                                         | Weil III                                                        | SPD                            |
| Andreas Philippi                                                 | 25. Januar 2023 20. Mai 2025                                             | Weil III Lies                                                   | SPD                            |